# باولو فونسيكا
باولو فونسيكا (بالبرتغالية: Paulo Fonseca‏) (5 مارس 1973 نامبولا موزمبيق - ) هو لاعب كرة قدم برتغالي، يلعب كمدافع.

## وصلات خارجية
باولو فونسيكا على موقع قاعدة بيانات كرة القدم.إي يو (الإنجليزية)
- باولو فونسيكا على موقع Soccerbase.com (مدرب) (الإنجليزية)
- باولو فونسيكا على موقع Soccerway.com (الإنجليزية)
- باولو فونسيكا على موقع عالم كرة القدم.نت (الإنجليزية)